# Fregata (zoologia)
Le fregate (Fregata Lacépède, 1799) rappresentano l'unico genere di uccelli della famiglia Fregatidae, appartenenti all'ordine Suliformes. Sono diffusi in regioni tropicali o subtropicali, in ambienti pelagici e costali di tutti gli oceani.

## Descrizione
Sono uccelli grandi, lunghi 89–114 cm, con un peso compreso tra i 625 g e i 1640 g e con un'apertura alare di 194–244 cm; hanno una coda biforcuta molto lunga. Le femmine sono tendenzialmente più grandi e pesanti del maschio. Il becco è grigio-blu, lungo ed adunco, adatto a catturare i pesci, di cui questi uccelli si nutrono. Il piumaggio è completamente nero sulla testa e sul dorso nel maschio, mentre per le altre regioni del corpo è di colore variabile dal grigio all'arancione. La femmina ha invece una zona bianca sotto il petto. Il maschio è caratterizzato dall'appariscente sacca gulare rosso acceso che gonfia durante il corteggiamento. I piedi sono totipalmati, sebbene la membrana sia leggermente ridotta e lasci libera una parte di ciascun dito. Essi sono neri o bruni nel maschio e bianchi o rossi nella femmina. La furcula, come negli altri suliformi, e il coracoide sono fusi allo sterno.

## Biologia
Le fregate vivono lungo le coste dei mari tropicali e sono ottime volatrici. Potendo superare i 150 km/h sono tra gli uccelli più veloci esistenti. Questi uccelli non nuotano, non camminano molto bene, e non riescono a prendere il volo da una superficie piatta. Tuttavia, avendo il più alto rapporto tra apertura alare e peso corporeo di tutti gli uccelli, sono ottimi volatori capaci di stare in volo per più di una settimana, atterrando solamente per appollaiarsi o nidificare su alberi o scogliere. Producendo pochissimo olio che le rende impermeabili, esse non atterrano mai sull'acqua. Le fregate sono uccelli poco socievoli e, in cattività, mantengono la loro indole aggressiva.

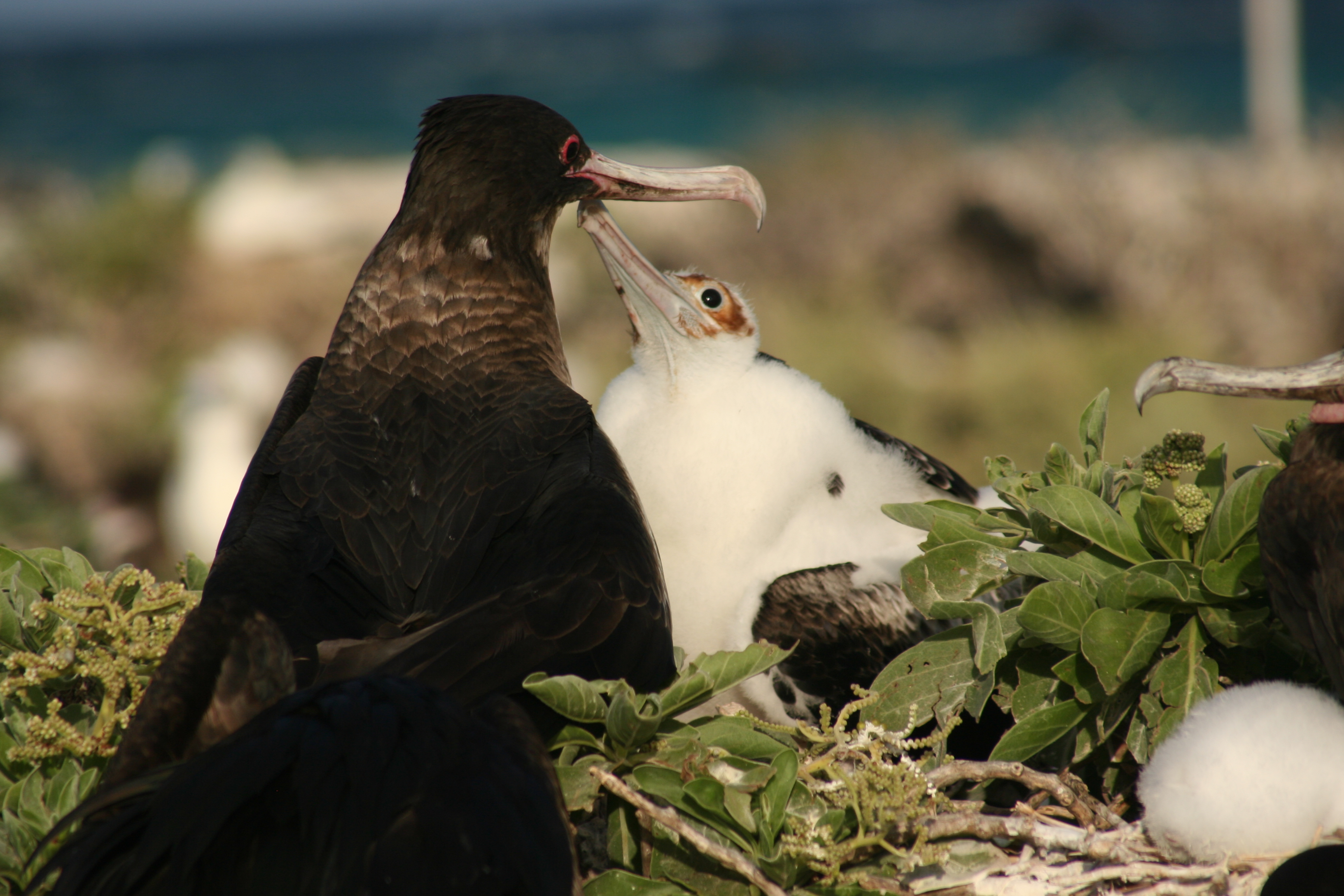
Pulcino di fregata maggiore che aspetta il cibo dalla madre

### Alimentazione
Mancando della capacità di nuotare, catturano le loro prede dalla superficie marina o dalle spiagge. Si cibano prevalentemente di pesci volanti, ma anche di meduse, piccoli di tartaruga e calamari. Si nutrono anche di uova e pulcini della propria e di altre specie. Sono talvolta cleptoparassiti, rubano cioè le prede che hanno catturato altri uccelli o fanno in modo che essi le rigurgitino, anche se questo comportamento sembra non sia essenziale per la loro dieta. Da uno studio sulla fregata maggiore che preda la sula mascherata, si è stimato che la fregata potrebbe al massimo ottenere il 40% del cibo di cui ha bisogno, ma in realtà ne ottiene solo il 5%.

### Riproduzione
Le fregate formano stagionalmente coppie monogame in colonie dove si possono trovare altre specie come sule, gabbiani, sterne, ecc. I maschi cercano di attirare la femmina gonfiando la grande sacca gulare rossa, aprendo le ali e alzando il becco verso il cielo. Quando la femmina si alza in volo su di loro, essi abbassano il becco sulla sacca gonfia e producono un verso tambureggiante. L'accoppiamento avviene al nido che non è altro che una rozza costruzione posta su bassi alberi o sul terreno di isole oceaniche remote o di coste di mangrovie. La femmina depone in genere un uovo bianco. L'incubazione dura 40-55 giorni in cui entrambi i genitori si alternano nella cova e successivamente si prendono cura dei pulcini per 4-7 mesi, cioè fino a quando mette le penne. Dopo aver impiumato, la femmina si prende cura del pulcino per altri 14-18 mesi.

## Sistematica
Il genere Fregata comprende 5 specie:
- Fregata aquila (Linnaeus, 1758) - fregata aquila o fregata di Ascension
- Fregata andrewsi Mathews, 1914 - fregata di Andrews o fregata di Christmas
- Fregata magnificens Mathews, 1914 - fregata magnifica
- Fregata minor (J.F.Gmelin, 1789) - fregata maggiore
- Fregata ariel G.R.Gray, 1845 - fregata minore o fregata ariel

### Evoluzione
I fregatidi fanno parte dei suliformi, e si sono originati probabilmente tra il Paleocene superiore e l'Eocene inferiore, tra 58 e 53 milioni di anni fa. I primi esemplari noti provengono dall'Eocene inferiore del Wyoming e appartengono al genere Limnofregata, dotato di caratteristiche simili a quelle dei sulidi.

## Galleria d'immagini

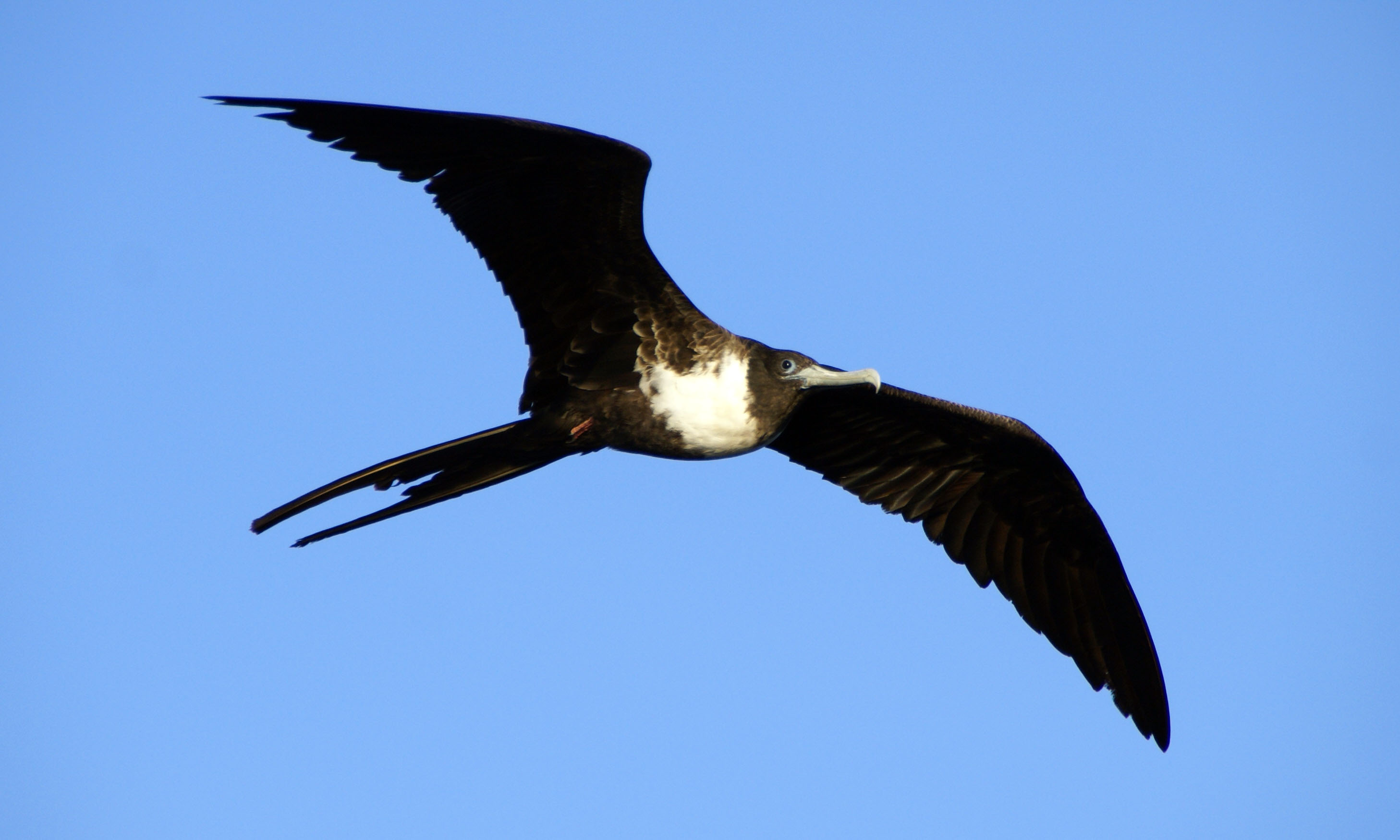
Femmina di fregata magnifica
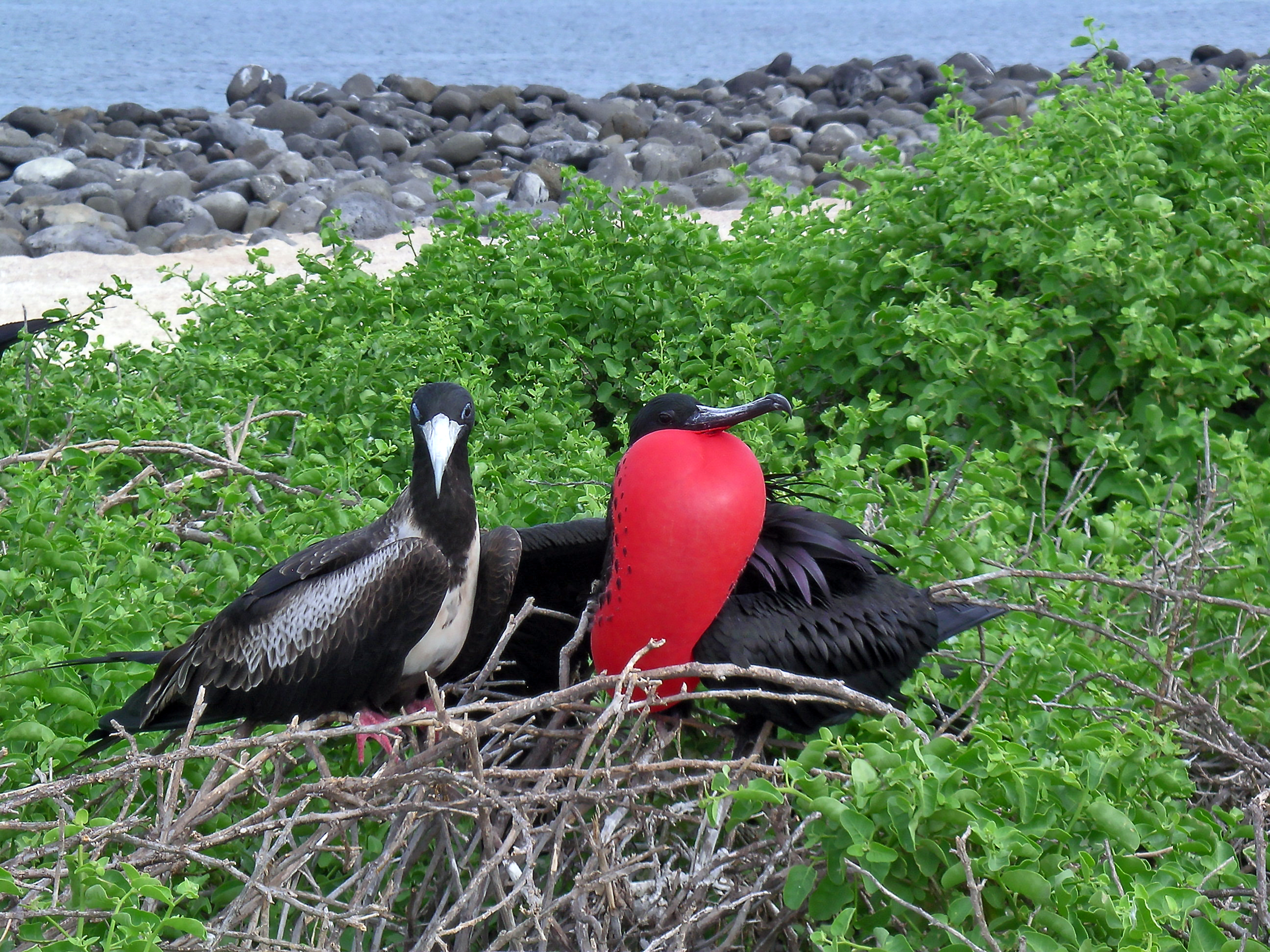
Coppia di fregata magnifica
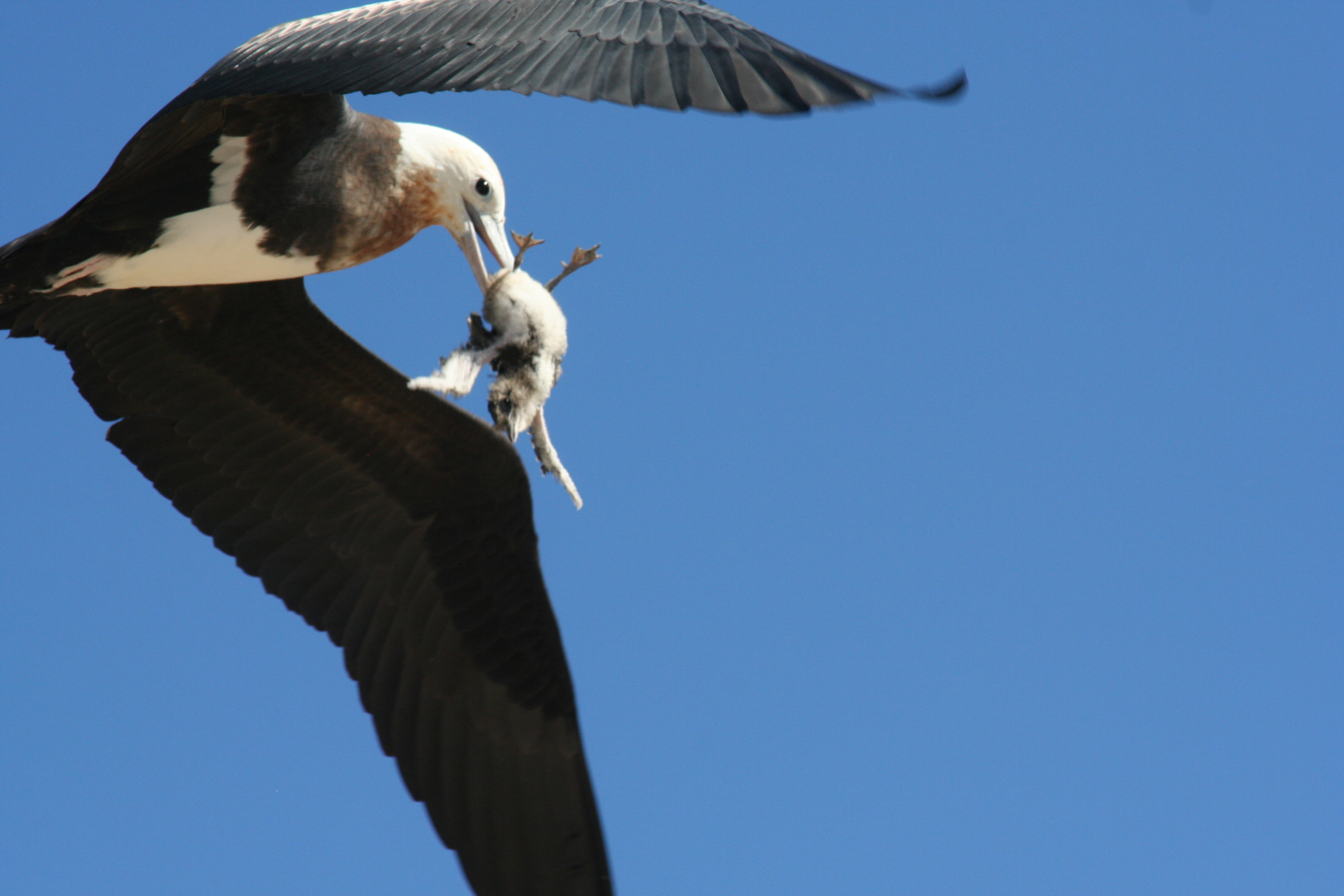
Giovane di fregata maggiore con un pulcino di sterna fuligginosa
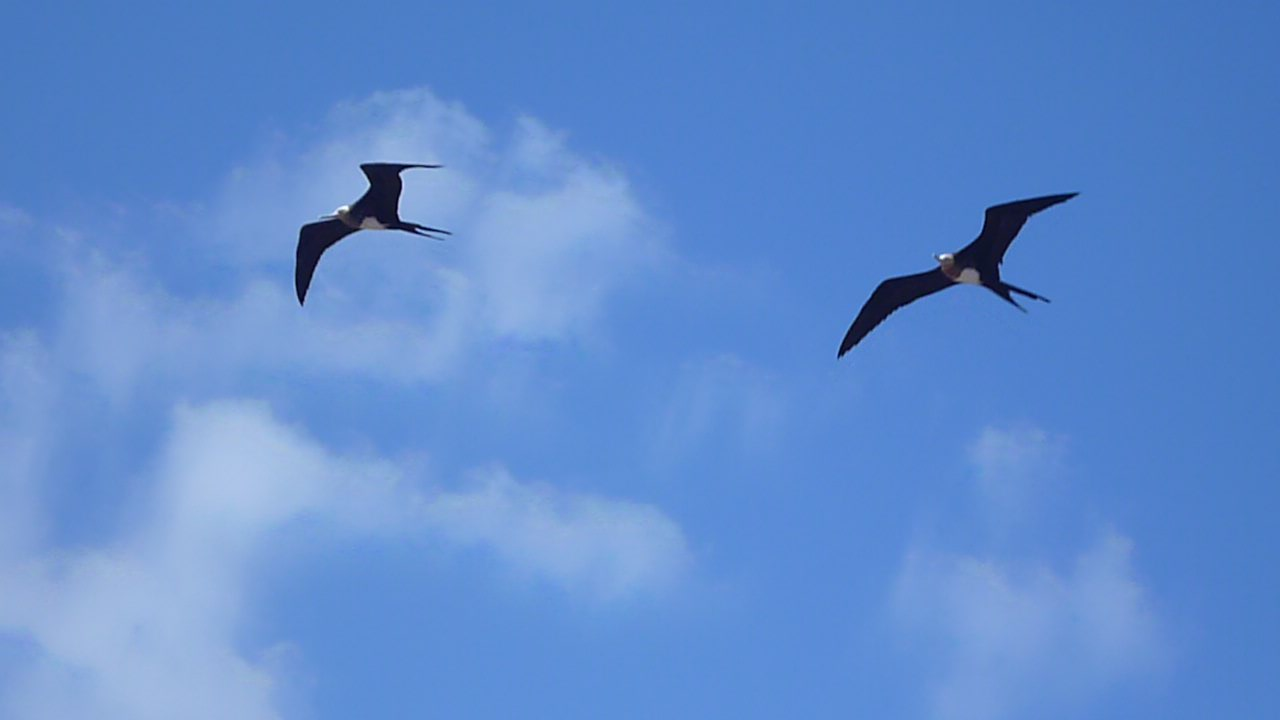
Isla Seymour Norte Galápagos
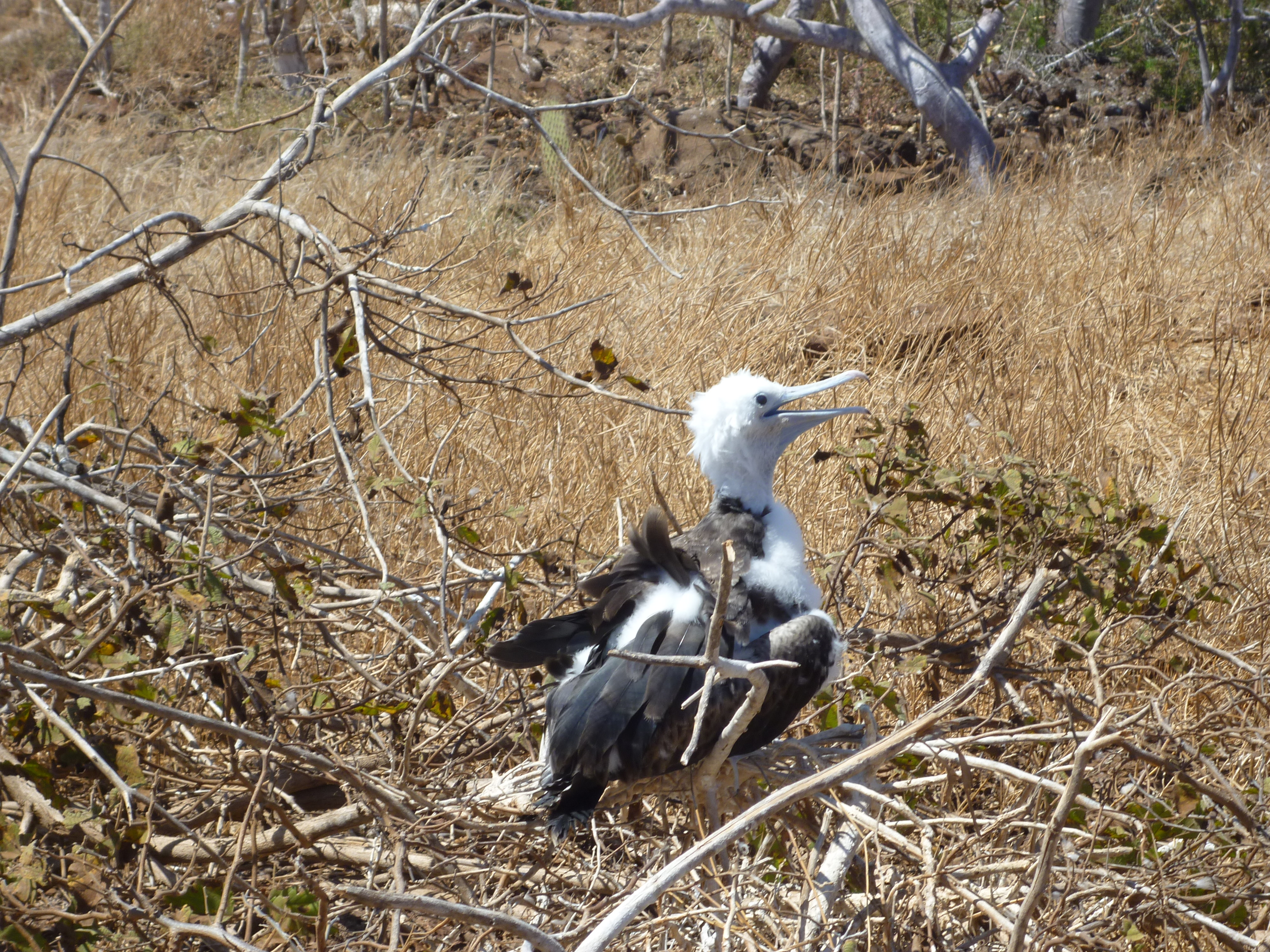
Isla Seymour Norte Galápagos
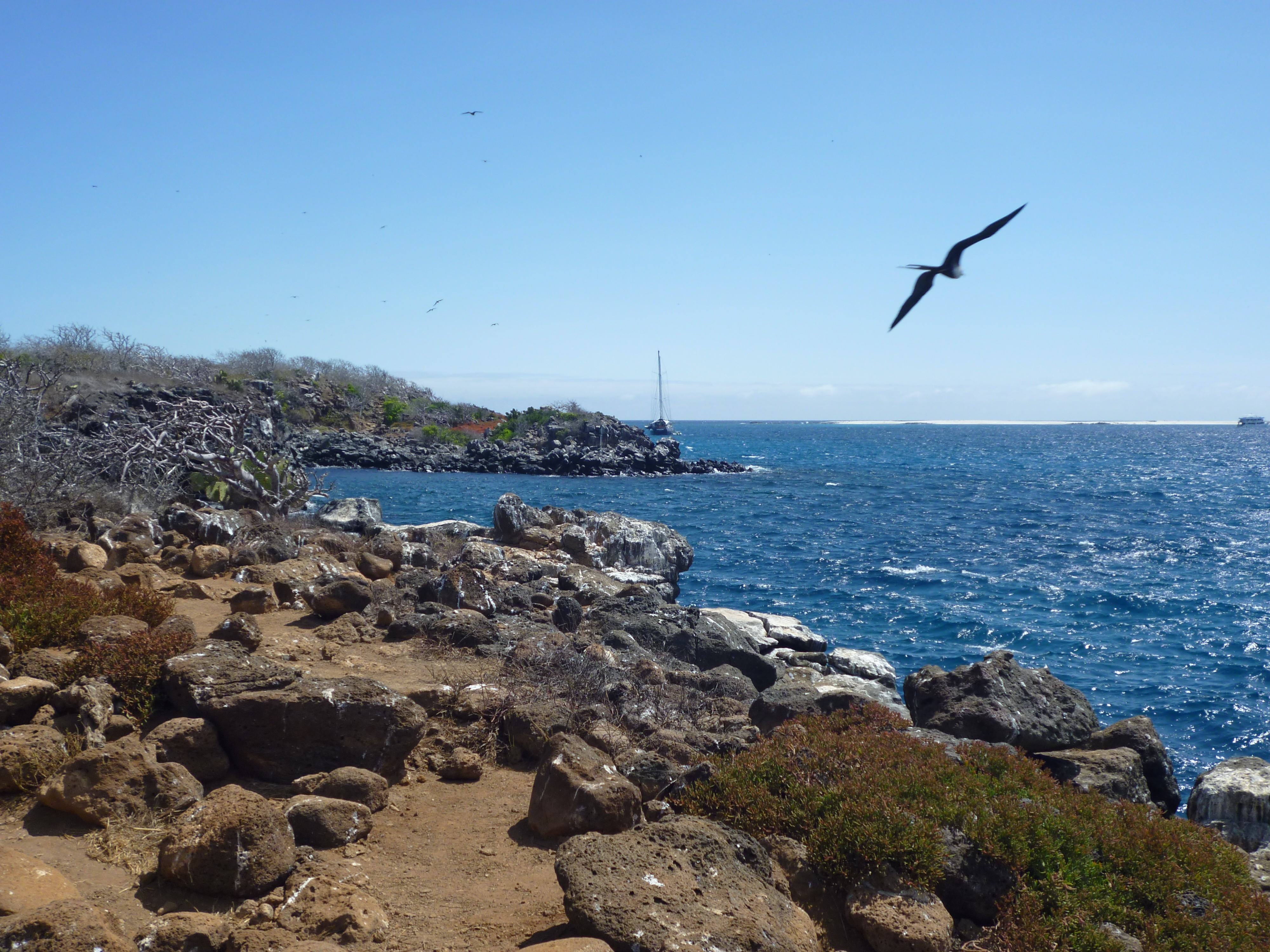
Fregata in volo, Isla Seymour Norte Galápagos